# Окулярник біяцький
Окулярник біяцький (Zosterops mysorensis) — вид горобцеподібних птахів родини окулярникових (Zosteropidae). Ендемік Індонезії.

## Опис
Довжина птаха становить 11,5 см. Верхня частина тіла оливково-зелена, нижня частина тіла жовттувата, горло і груди білі. Навколо очей вузькі білі кільця. Очі карі, дзьоб темний, лапи світло-сірі.

## Поширення і екологія
Біяцькі окулярники мешкають на островах Біак і Супіорі в провінції Папуа. Вони живуть в рівнинних тропічних лісах на висоті до 675 м над рівнем моря.

## Збереження
МСОП вважає стан збереження цього виду близьким до загрозливого. Йому загрожує знищення природного середовища.